# Selección de fútbol sub-17 de Suecia
La selección de fútbol sub-17 de Suecia es el equipo que representa al país en la Copa Mundial de Fútbol Sub-17 y en la Eurocopa Sub-17, y es controlado por la Asociación Sueca de Fútbol.

## Palmarés
- Copa Mundial de Fútbol Sub-17:
  -  Tercero: 2013.
- Eurocopa Sub-17:
  -  Tercero: 2013.

## Estadísticas

### Mundial Sub-17
| Año   | Fase                                  | Posición                              | PJ                                    | PG                                    | PE                                    | PP                                    | GF                                    | GC                                    |
| ----- | ------------------------------------- | ------------------------------------- | ------------------------------------- | ------------------------------------- | ------------------------------------- | ------------------------------------- | ------------------------------------- | ------------------------------------- |
| 1985  | No se clasificó                       | No se clasificó                       | No se clasificó                       | No se clasificó                       | No se clasificó                       | No se clasificó                       | No se clasificó                       | No se clasificó                       |
| 1987  | No se clasificó                       | No se clasificó                       | No se clasificó                       | No se clasificó                       | No se clasificó                       | No se clasificó                       | No se clasificó                       | No se clasificó                       |
| 1989  | No se clasificó                       | No se clasificó                       | No se clasificó                       | No se clasificó                       | No se clasificó                       | No se clasificó                       | No se clasificó                       | No se clasificó                       |
| 1991  | No se clasificó                       | No se clasificó                       | No se clasificó                       | No se clasificó                       | No se clasificó                       | No se clasificó                       | No se clasificó                       | No se clasificó                       |
| 1993  | No se clasificó                       | No se clasificó                       | No se clasificó                       | No se clasificó                       | No se clasificó                       | No se clasificó                       | No se clasificó                       | No se clasificó                       |
| 1995  | No se clasificó                       | No se clasificó                       | No se clasificó                       | No se clasificó                       | No se clasificó                       | No se clasificó                       | No se clasificó                       | No se clasificó                       |
| 1997  | No se clasificó                       | No se clasificó                       | No se clasificó                       | No se clasificó                       | No se clasificó                       | No se clasificó                       | No se clasificó                       | No se clasificó                       |
| 1999  | No se clasificó                       | No se clasificó                       | No se clasificó                       | No se clasificó                       | No se clasificó                       | No se clasificó                       | No se clasificó                       | No se clasificó                       |
| 2001  | No se clasificó                       | No se clasificó                       | No se clasificó                       | No se clasificó                       | No se clasificó                       | No se clasificó                       | No se clasificó                       | No se clasificó                       |
| 2003  | No se clasificó                       | No se clasificó                       | No se clasificó                       | No se clasificó                       | No se clasificó                       | No se clasificó                       | No se clasificó                       | No se clasificó                       |
| 2005  | No se clasificó                       | No se clasificó                       | No se clasificó                       | No se clasificó                       | No se clasificó                       | No se clasificó                       | No se clasificó                       | No se clasificó                       |
| 2007  | No se clasificó                       | No se clasificó                       | No se clasificó                       | No se clasificó                       | No se clasificó                       | No se clasificó                       | No se clasificó                       | No se clasificó                       |
| 2009  | No se clasificó                       | No se clasificó                       | No se clasificó                       | No se clasificó                       | No se clasificó                       | No se clasificó                       | No se clasificó                       | No se clasificó                       |
| 2011  | No se clasificó                       | No se clasificó                       | No se clasificó                       | No se clasificó                       | No se clasificó                       | No se clasificó                       | No se clasificó                       | No se clasificó                       |
| 2013  | Tercer lugar                          | 3.º                                   | 7                                     | 4                                     | 1                                     | 2                                     | 15                                    | 11                                    |
| 2015  |                                       |                                       |                                       |                                       |                                       |                                       |                                       |                                       |
| 2017  |                                       |                                       |                                       |                                       |                                       |                                       |                                       |                                       |
| 2019  |                                       |                                       |                                       |                                       |                                       |                                       |                                       |                                       |
| 2021  | Cancelado por la Pandemia de COVID-19 | Cancelado por la Pandemia de COVID-19 | Cancelado por la Pandemia de COVID-19 | Cancelado por la Pandemia de COVID-19 | Cancelado por la Pandemia de COVID-19 | Cancelado por la Pandemia de COVID-19 | Cancelado por la Pandemia de COVID-19 | Cancelado por la Pandemia de COVID-19 |
| 2023  | No se clasificó                       | No se clasificó                       | No se clasificó                       | No se clasificó                       | No se clasificó                       | No se clasificó                       | No se clasificó                       | No se clasificó                       |
| 2025  | Por definirse                         | Por definirse                         | Por definirse                         | Por definirse                         | Por definirse                         | Por definirse                         | Por definirse                         | Por definirse                         |
| Total | 1/19                                  | 43°                                   | 7                                     | 4                                     | 1                                     | 2                                     | 15                                    | 11                                    |

### Eurocopa Sub-17
| Año   | Ronda                                      | J                                          | G                                          | E1                                         | P                                          | GF                                         | GC                                         |              |
| ----- | ------------------------------------------ | ------------------------------------------ | ------------------------------------------ | ------------------------------------------ | ------------------------------------------ | ------------------------------------------ | ------------------------------------------ | ------------ |
| 2002  | No clasificó                               | No clasificó                               | No clasificó                               | No clasificó                               | No clasificó                               | No clasificó                               | No clasificó                               | No clasificó |
| 2003  | No clasificó                               | No clasificó                               | No clasificó                               | No clasificó                               | No clasificó                               | No clasificó                               | No clasificó                               | No clasificó |
| 2004  | No clasificó                               | No clasificó                               | No clasificó                               | No clasificó                               | No clasificó                               | No clasificó                               | No clasificó                               | No clasificó |
| 2005  | No clasificó                               | No clasificó                               | No clasificó                               | No clasificó                               | No clasificó                               | No clasificó                               | No clasificó                               | No clasificó |
| 2006  | No clasificó                               | No clasificó                               | No clasificó                               | No clasificó                               | No clasificó                               | No clasificó                               | No clasificó                               | No clasificó |
| 2007  | No clasificó                               | No clasificó                               | No clasificó                               | No clasificó                               | No clasificó                               | No clasificó                               | No clasificó                               | No clasificó |
| 2008  | No clasificó                               | No clasificó                               | No clasificó                               | No clasificó                               | No clasificó                               | No clasificó                               | No clasificó                               | No clasificó |
| 2009  | No clasificó                               | No clasificó                               | No clasificó                               | No clasificó                               | No clasificó                               | No clasificó                               | No clasificó                               | No clasificó |
| 2010  | No clasificó                               | No clasificó                               | No clasificó                               | No clasificó                               | No clasificó                               | No clasificó                               | No clasificó                               | No clasificó |
| 2011  | No clasificó                               | No clasificó                               | No clasificó                               | No clasificó                               | No clasificó                               | No clasificó                               | No clasificó                               | No clasificó |
| 2012  | No clasificó                               | No clasificó                               | No clasificó                               | No clasificó                               | No clasificó                               | No clasificó                               | No clasificó                               | No clasificó |
| 2013  | Semifinales                                | 4                                          | 1                                          | 3                                          | 0                                          | 2                                          | 1                                          |              |
| 2014  | No clasificó                               | No clasificó                               | No clasificó                               | No clasificó                               | No clasificó                               | No clasificó                               | No clasificó                               |              |
| 2015  | No clasificó                               | No clasificó                               | No clasificó                               | No clasificó                               | No clasificó                               | No clasificó                               | No clasificó                               |              |
| 2016  | Cuartos de final                           | 4                                          | 2                                          | 0                                          | 2                                          | 3                                          | 3                                          |              |
| 2017  | No clasificó                               | No clasificó                               | No clasificó                               | No clasificó                               | No clasificó                               | No clasificó                               | No clasificó                               |              |
| 2018  | Cuartos de final                           | 4                                          | 2                                          | 0                                          | 2                                          | 4                                          | 3                                          |              |
| 2019  | Fase de grupos                             | 3                                          | 0                                          | 0                                          | 3                                          | 3                                          | 9                                          |              |
| 2020  | Cancelado debido a la pandemia de COVID-19 | Cancelado debido a la pandemia de COVID-19 | Cancelado debido a la pandemia de COVID-19 | Cancelado debido a la pandemia de COVID-19 | Cancelado debido a la pandemia de COVID-19 | Cancelado debido a la pandemia de COVID-19 | Cancelado debido a la pandemia de COVID-19 |              |
| 2021  | Cancelado debido a la pandemia de COVID-19 | Cancelado debido a la pandemia de COVID-19 | Cancelado debido a la pandemia de COVID-19 | Cancelado debido a la pandemia de COVID-19 | Cancelado debido a la pandemia de COVID-19 | Cancelado debido a la pandemia de COVID-19 | Cancelado debido a la pandemia de COVID-19 |              |
| 2022  | Fase de grupos                             | 3                                          | 2                                          | 0                                          | 1                                          | 5                                          | 5                                          |              |
| 2023  | No clasificó                               | No clasificó                               | No clasificó                               | No clasificó                               | No clasificó                               | No clasificó                               | No clasificó                               |              |
| 2024  | Por disputarse                             | Por disputarse                             | Por disputarse                             | Por disputarse                             | Por disputarse                             | Por disputarse                             | Por disputarse                             |              |
| Total | 5/20                                       | 18                                         | 7                                          | 3                                          | 8                                          | 17                                         | 21                                         |              |

1- Los empates también incluyen los partidos que se definieron por penales.

## Jugadores

### Más Apariciones
Los que aparecen en Negrita son elegibles para jugar en la selección infantil actualmente.
| # | Nombre            | Periodo   | Apariciones | Goles |
| - | ----------------- | --------- | ----------- | ----- |
| 1 | Mirza Halvadžić   | 2011–2013 | 31          | 4     |
| 2 | Elias Andersson   | 2011–2013 | 28          | 4     |
| 2 | Anton Salétros    | 2011–2013 | 28          | 3     |
| 2 | Linus Wahlqvist   | 2011–2013 | 28          | 1     |
| 5 | Gustav Engvall    | 2011–2013 | 26          | 9     |
| 5 | Sebastian Ramhorn | 2012–2013 | 26          | 0     |
| 7 | Måns Söderqvist   | 2008–2010 | 24          | 4     |
| 8 | Daniel Larsson    | 2002–2004 | 23          | 11    |
| 9 | Gentrit Citaku    | 2011–2013 | 22          | 5     |
| 9 | Hampus Bohman     | 2007–2009 | 22          | 2     |
| 9 | Ali Suljić        | 2012–     | 22          | 2     |
| 9 | Tony Mahr         | 2001–2003 | 22          | 0     |
| 9 | Johan Ramhorn     | 2012–2013 | 22          | 0     |

### Más Goles
Los jugadores que aparecen en Negrita actualmente son elegibles para integrar la selección infantil.
| # | Nombre                   | Periodo   | Goles | Apariciones |
| - | ------------------------ | --------- | ----- | ----------- |
| 1 | Måns Sörensson           | 2001–2003 | 18    | 19          |
| 2 | Valmir Berisha           | 2012–2013 | 13    | 17          |
| 3 | Daniel Larsson           | 2002–2004 | 11    | 23          |
| 4 | Marko Mitrović           | 2007–2009 | 10    | 11          |
| 5 | Robin Söder              | 2006–2008 | 9     | 19          |
| 5 | Muamer Tanković          | 2010–2012 | 9     | 19          |
| 5 | Gustav Engvall           | 2011–2013 | 9     | 26          |
| 8 | John Guidetti            | 2007–2009 | 8     | 11          |
| 8 | Denni Avdić              | 2003–2004 | 8     | 15          |
| 8 | Lucas Ohlander           | 2008–2010 | 8     | 17          |
| 8 | Christian Kouakou        | 2010–2012 | 8     | 18          |
| 8 | Anton Sandberg Magnusson | 2008–2010 | 8     | 21          |